# Torba (bouwkunde)
Torba is een cementachtige specie die als bepleistering werd gebruikt. Zij is samengesteld uit globigerina kalksteen die wordt geplet, met water gemengd en geklopt. Men vindt torba terug als bezetting van veel megalithische tempels op Malta voor wanden en vloeren. Een versie ervan bestaat tot op vandaag en is gebruikt voor de daken van Maltese huizen.